# Hohberg (Šluknovská pahorkatina, 426 m)
Hohberg (hornolužickosrbsky Wysoka hora, česky doslovně Vysoký vrch) je vrch o nadmořské výšce 426 m na území hornolužického města Schirgiswalde-Kirschau v zemském okrese Budyšín v Sasku.

## Charakteristika
Vrch leží v německé části Šluknovské pahorkatiny (Lausitzer Bergland) a její mesogeochoře Severní hornolužická vrchovina (Nördliches Oberlausitzer Bergland). Geologické podloží tvoří převážně hybridní dvojslídý granodiorit, který je na jihozápadním svahu nahrazen lužickým granodioritem. Prokázaná je též žíla doleritu. Převažujícím půdním typem je podzolová kambizem, v dolních částech svahů se vyskytuje též erodovaná parakambizem, pseudoglej a regosol. Při úpatí Hohbergu protékají Pilkebach, Waldwasser, Kaltbach a Spréva. Celý vrch tak náleží k povodí Labe a k úmoří Severního moře. Většina vrchu je porostlá převážně jehličnatým lesem, nižší části svahů mají zemědělské využití a zasahuje na ně zástavba Schirgiswalde, Neuschirgiswalde a Petersbachu. Hohberg leží v chráněné krajinné oblasti Oberlausitzer Bergland. Vedou přes něj červená a zelená turistická trasa, které jej spojují s okolními vrchy.